# Kaarsenmakerij, litho's van Jan Toorop.

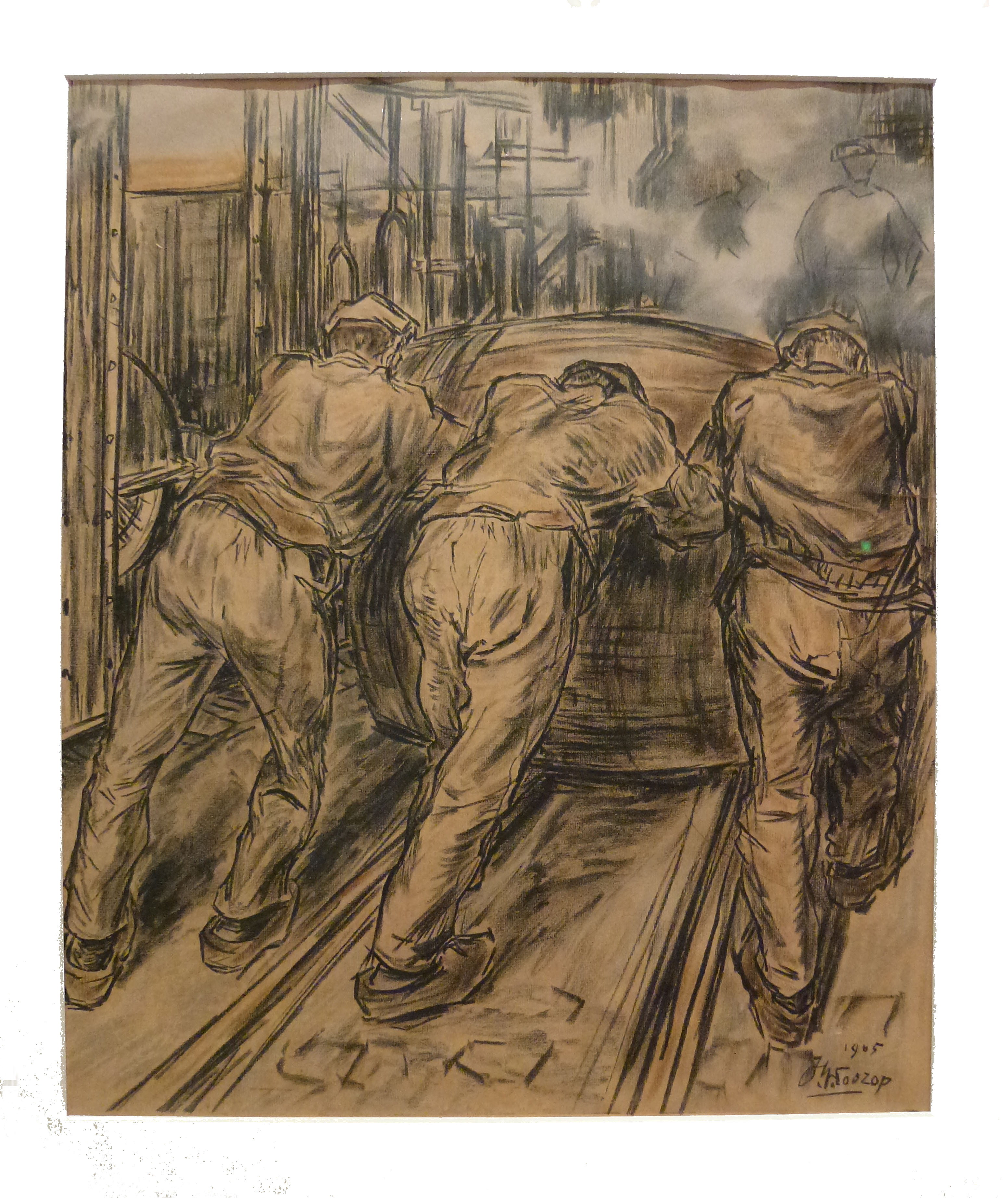
1 - Transport. Houten tonnen met ruw vet worden de fabriekshal ingeduwd

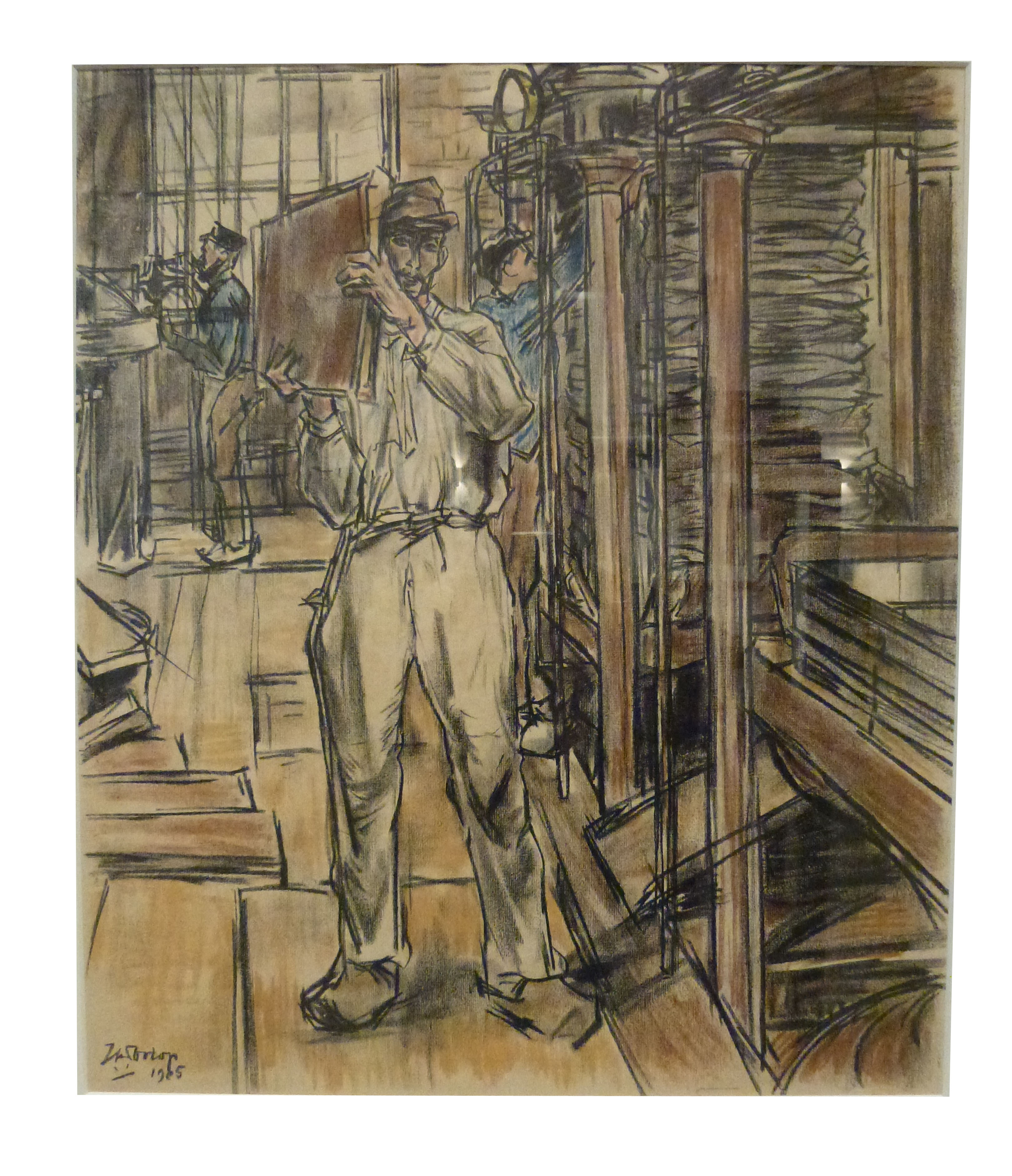
2 - Perserij. Uit het harde vet wordt het vloeibare vet geperst. De man op de voorgrond draagt de te persen grondstoffen

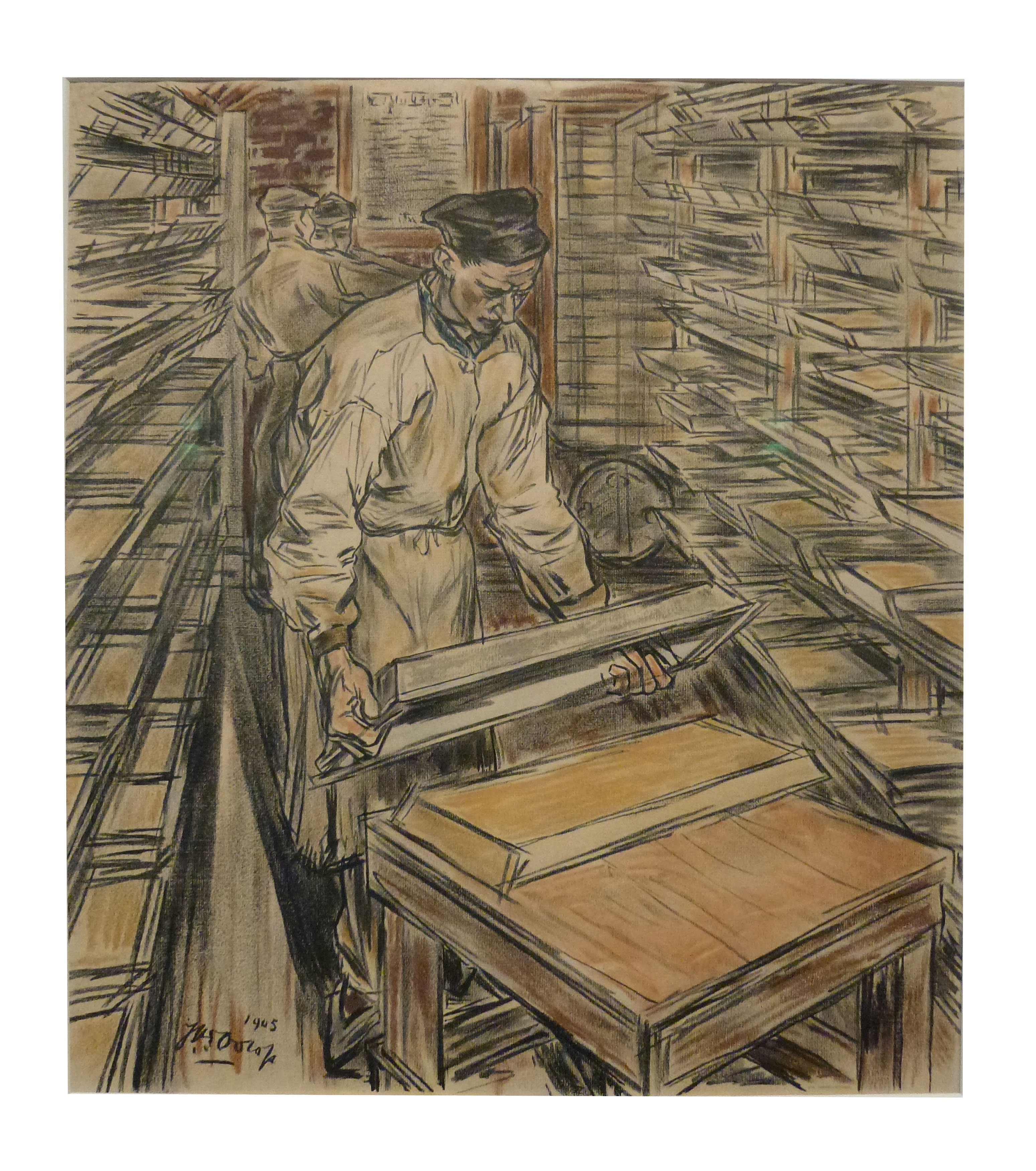
3 - Koekenkamer. Gesmolten ruw materiaal wordt in koeken gegoten om het daarna te persen.

Kaarsenmakerij, litho's van Jan Toorop. Twaalf litho's van 64 x 54 cm, uit 1905 van Jan Toorop, tonen het fabrieksleven in de Koninklijke Stearine Kaarsenfabriek Gouda (KSKG).

## Algemeen
Ter gelegenheid van het 25-jarig jubileum van de toenmalige directeur Hendrik IJssel de Schepper, vervaardigde Jan Toorop in opdracht van de familie IJssel de Schepper een serie van twaalf litho's over het productieproces in de fabriek. De twaalf originele litho's zijn samen met historische films, foto's en enkele artikelen onderdeel van de collectie Koninklijke Stearine Kaarsenfabriek Gouda en eigendom van de Croda fabriek te Gouda. De KSKG, het latere Uniquema werd op 1 oktober 2006 overgenomen door Croda International. In juli 2022 werd Croda Gouda verkocht aan Cargill

## Geschiedenis
De kleuren litho's geven in 12 stappen een realistisch beeld van het werk die de mannen en vrouwen aan het begin van de Tweede industriële revolutie verrichtten voor de fabricage van Nacht-, Thee-, en Schemerlichten, Schemerlampjes en Theestoofjes. Ter gelegenheid van het 50-jarig bestaan van de Kaarsenfabriek werd er gebruik gemaakt van de litho's door deze als relatiegeschenk weg te geven. Naast Croda Gouda zijn de litho's ook te zien in Museum Helmond.

### Plaatjesalbum
In 1909 bracht de KSKG een Fin de siècle insteekalbum of plaatjesalbum uit met de naam 'Oud Hollandsche en moderne meesters'. Bij dit album hoorden 60 kunstreproducties die men kon verzamelen. Tegen inlevering van die 60 plaatjes, welke men daarna weer terug ontving, werd het album gratis verstrekt. Het bijzondere aan dit album, waren de pergamijn bladen met foto's van de kaarsenmakerij waarin de door Toorop gemaakte litho's goed herkenbaar waren. De foto's hadden een jugendstilkader met bovenin het handelsmerk,  het gotische Stadhuis van Gouda en onderin het monogram KSKG van de fabriek. De vraag naar het insteekalbum was zeer groot, de afnemers van de Kaarsenfabriek vroegen om een gevuld album om aan hun klanten te tonen. De KSKG besloot toen hun wens te honoreren. Wij hebben gemeend, nu deze aanvragen ons van alle kanten toestromen, het besluit te moeten nemen de gevulde albums voor dit doel beschikbaar te stellen en ?ij getroosten ons deze verdere groote uitgaven in de hoop en het vertrouwen dat daardoor Uw omzet nog zal toenemen en Uw winst grooter zal worden.

## Tentoonstelling
- 2013 - Expositie ‘TOOROP en de tijdgeest – Alwéér geen witte kerst’. Tentoonstelling in Arti Legi in Gouda van 19 december 2013 tot en met 26 januari 2014. Te zien waren de 12 originele litho's van Jan Toorop, voor het eerst als de volledige serie,  enkele voorwerpen uit de Kaarsenfabriek en een film over het productieproces van de Goudse kaarsen.
- Arti Legi en Jan Toorop

## Litho's
|  |  |  |
|  |  |  |
|  |  |  |

## Trivia
- 2015 augustus/september. Aan de Bosweg en het Buurtje in Gouda sieren afbeeldingen van Jan Toorops litho's, in groot formaat de fabrieksmuren van Cargill.[2]